# Jaguar I-Pace
Јагуар и-пејс (енгл. Jaguar I-Pace) електрични је кросовер који производи британски произвођач аутомобила Јагуар од 2018. године.

## Историјат
И-пејс је први премијум електрични СУВ британског произвођача аутомобила. Јагуар и-пејс је дизајнирао Ијан Калум. Први пут је представљен као концептно возило на сајму аутомобила у Лос Анђелесу новембра 2016. године, описан као спортски аутомобил са пет седишта. Као производно возило први пут је приказан 1. марта 2018. године у Грацу, у Аустрији, где се производи у погону Magna Steyr заједно са е-пејсом. Званичну премијеру је имао на сајму у Женеви пет дана касније. Најближи конкуренти су му Теслини модели икс и ипсилон, иако је и-пејс мањих димензија од америчких електричних кросовера.

### Опрема
Развијен је на Јагуар Ланд Роверовој платформи ознаке JLR D7e, алуминијумска платформа за већа возила. Аутомобил силуетом подсећа на купе, то је зато што је као узор коришћен концептни суперспортски Јагуар C-X75. По димензијама позициониран је између два конвенционална кросовера е-пејса и ф-пејса. Запремина пртљажног простора износи 656 литара, а обарањем задњих седишта достиже 1.453 литра. Унутрашњост је дизајнирана у складу са савременим трендовима који владају у ауто-индустрији, уз коришћење три дигитална екрана. Испред возача служи као инструмент табла, док се преостала два, која су осетљива на додир (димензија 5,5 и 10 инча), налазе на централној конзоли и намењени су мултимедијалном систему. У понуди постоје три пакета опреме: S, SE и HSE.
На европским тестовима судара 2018. године, и-пејс је добио максималних пет звездица за безбедност.

### Награде
У својој првој години постао је један од најатрактивнијих производних аутомобила икада, освојивши 62 међународне награде. Најзначајне награде које је добио јесу награде за Светски аутомобил године за 2019. годину, где је тријумфовао у још две категорије, за најбољи дизајн и за најбољи зелени (еколошки) аутомобил, то је први пут да један аутомобил осваја награду у три категорије. Исте године освојио је и награду за Европски аутомобил године.

## Спецификације
Користи литијум-јонске батерије капацитета 90 kWh, а према фабричким подацима максимална аутономија у вожњи се креће од 386 до 470 км. Међутим, назависна америчка агенција (ЕПА) проценила је максимални радијус кретања на 377 км. У компанији кажу да је за допуну батерије од 0 до 80 одсто максималног капацитета потребно 85 минута, ако се користи пуњач једносмерне струје од 50 kW. У случају да се батерије допуњавају на брзом пуњачу од 100 kW, овај период смањује се на само 40 минута. За допуну батерије са кућног пуњача (7 kW) који користи наизменичну струју, требаће 10-так сати да би се погонске батерије напуниле до 80 одсто капацитета. И-пејс покрећу два електромотора, сваки на по једној осовини аутомобила, чија је укупна комбинована снага 400 КС, а обртни момент 696 Nm. Снага се преноси на сва четири точка. Коефицијент отпора ваздуха је 0,29, а према фабричким спецификацијама од 0 до 100 убрзава за свега 4,8 секунди.
|                                 | Јагуар и-пејс (2018) |
| ------------------------------- | -------------------- |
| Мотор                           | EV400                |
| Снага мотора                    | 2 x 147 kW           |
| Максимална снага                | 400 КС               |
| Максимални обртни момент        | 696 Nm               |
| Капацитет батерије              | 90 kWh               |
| Погон                           | на сва четири точка  |
| Време пуњења на пуњачу од 100kW | 40 минута (на 80%)   |
| Време пуњења на пуњачу од 7kW   | 10 сати (на 80%)     |
| Домет (ЕПА)                     | 377 км               |
| Домет (WLTP)                    | 470 км               |
| Убрзање (0–100 km/h)            | 4,8 сек.             |
| Максимална брзина               | 200 km/h             |
| Коефицијент отпора ваздуха      | 0,29                 |

## Галерија
- Бочни део
- Задњи део
- Унутрашњост